# 関口榮
関口 榮 （せきぐち さかえ、関口 栄、1909年 - 1994年） は、世界真光文明教団の二代目教え主である。神名は、｢聖峰｣(せいほう)
岡田光玉が「真の道」という神道系団体から筆先と言われる神示を受けた際、同席した関口に対し「お主、足強いよ。魁お役ぢゃよ。細示、二宮後々よ」という筆先が降り、これが後継をほのめかす啓示と言われている。
三ツ矢運輸グループの経営に携わる傍ら、教団に多額の資金供与するなど活動。1974年に初代教え主だった光玉が死去すると、継承問題が起き光玉の養女岡田恵珠を訴え勝訴し、1982年に和解。世界真光文明教団の二代目教え主となるが、続いて教団内で三代目教え主を突然に名乗った田中清英との裁判が発生し、再び教団分裂するも、二代目教え主として引き続き活動した。
1987年、天地創造の主神をお祀りする、主晃一大神宮（スノヒカリヒイオホカムノミヤ）を静岡県伊豆市冷川の地に建立。
1994年に死去。